# Kloster Heilsberg
Das Kloster Heilsberg war ein Kloster der Solitarier (Gesellschaft von der hl. Einsamkeit) in Wiesent in Bayern in der Diözese Regensburg.

## Geschichte
Das geweihte Kloster wurde 1796 durch Freiherr Josef Georg von Lemmen gegründet; es wurde schon 1799 im Zuge der Säkularisation aufgelöst. In Wiesent, auf dem Hermannsberg, einem Landgut des Straubinger Ursulinenklosters, sind keine Spuren des Klosters mehr festzustellen.
Der Name Heilsberg wird auch heute noch als Ortsteil der Gemeinde Wiesent genannt. → Siehe auch: Hauptartikel Heilsberg (Wiesent). Die Burgruine Heilsberg wird auch noch in der Gemeinde Wiesent genannt. → Siehe auch: Hauptartikel Burgruine Heilsberg.